# Trianguleringstorn

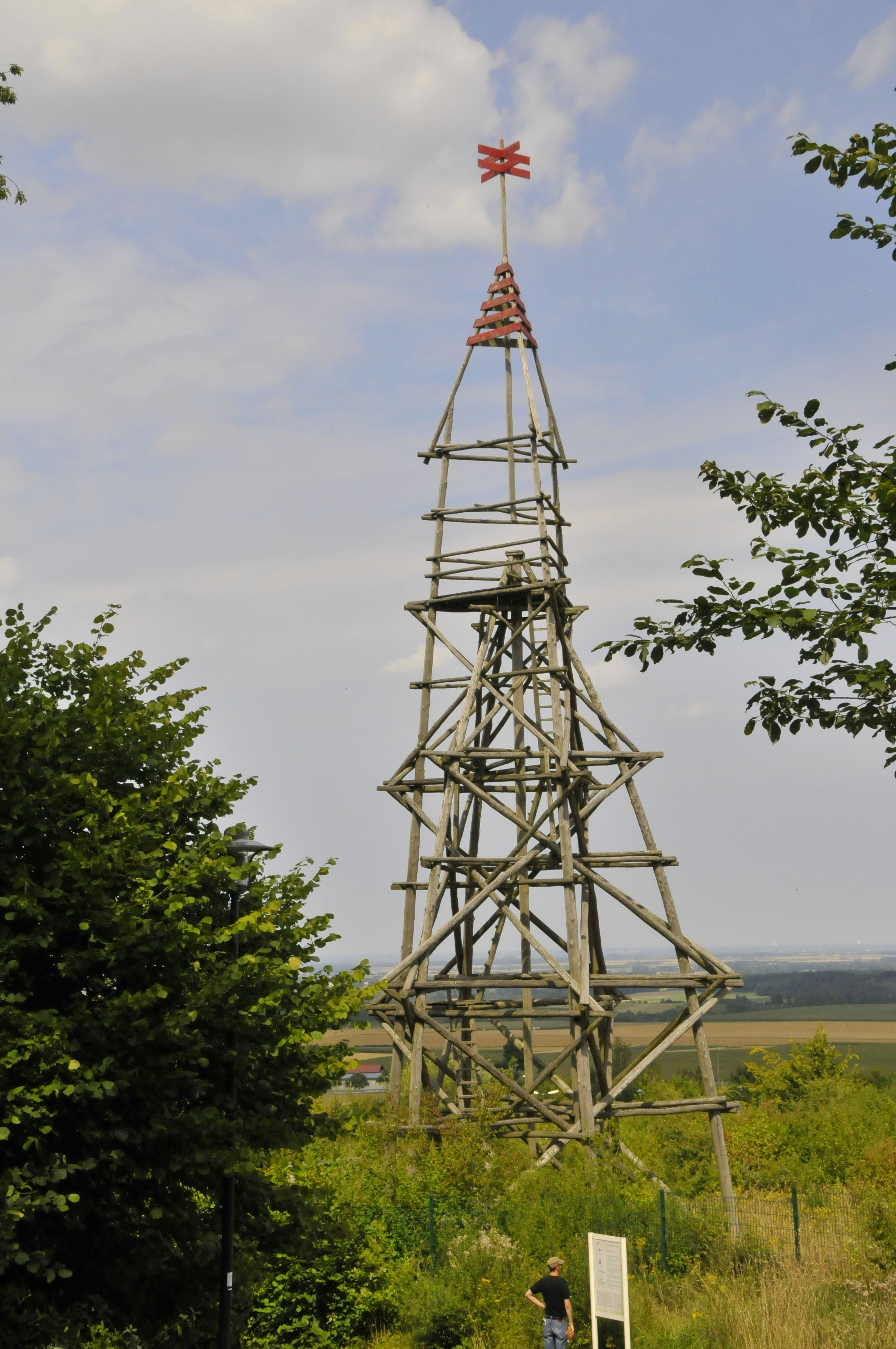
Replika av trianguleringstorn från 1939 vid Freilichtmuseum Kommern i Mechernich i Tyskland

Trianguleringstorn är torn som är byggda på högt belägna platser för att med hjälp av fixpunkter underlätta geografisk uppmätning genom triangulering.
Trianguleringstorn uppförs över en trigonometrisk fixpunkt, och deras topp används för sikte. De kunde ha en höjd på upp till 60 meter.
Tornet består av ett yttre och ett inre torn, som inte direkt står i beröring med varandra. Det högre, yttre tornet har en signaltavla i toppen, som riktades mot motpunkterna. På det något lägre, inre tornet monterades en tung stolpe på vilken en teodolit placerades, vilken riktades mot motpunkterna. Observatören stod på en plattform som var fäst vid det yttre tornet så att instrumentets fasta position och inriktning om möjligt inte ändrades under mätarbetet. 
Som mest fanns det i Finland tusentals torn, som var byggda av statliga institutioner eller kommuner. Många torn var landmärken och utsiktstorn.

## Bildgalleri

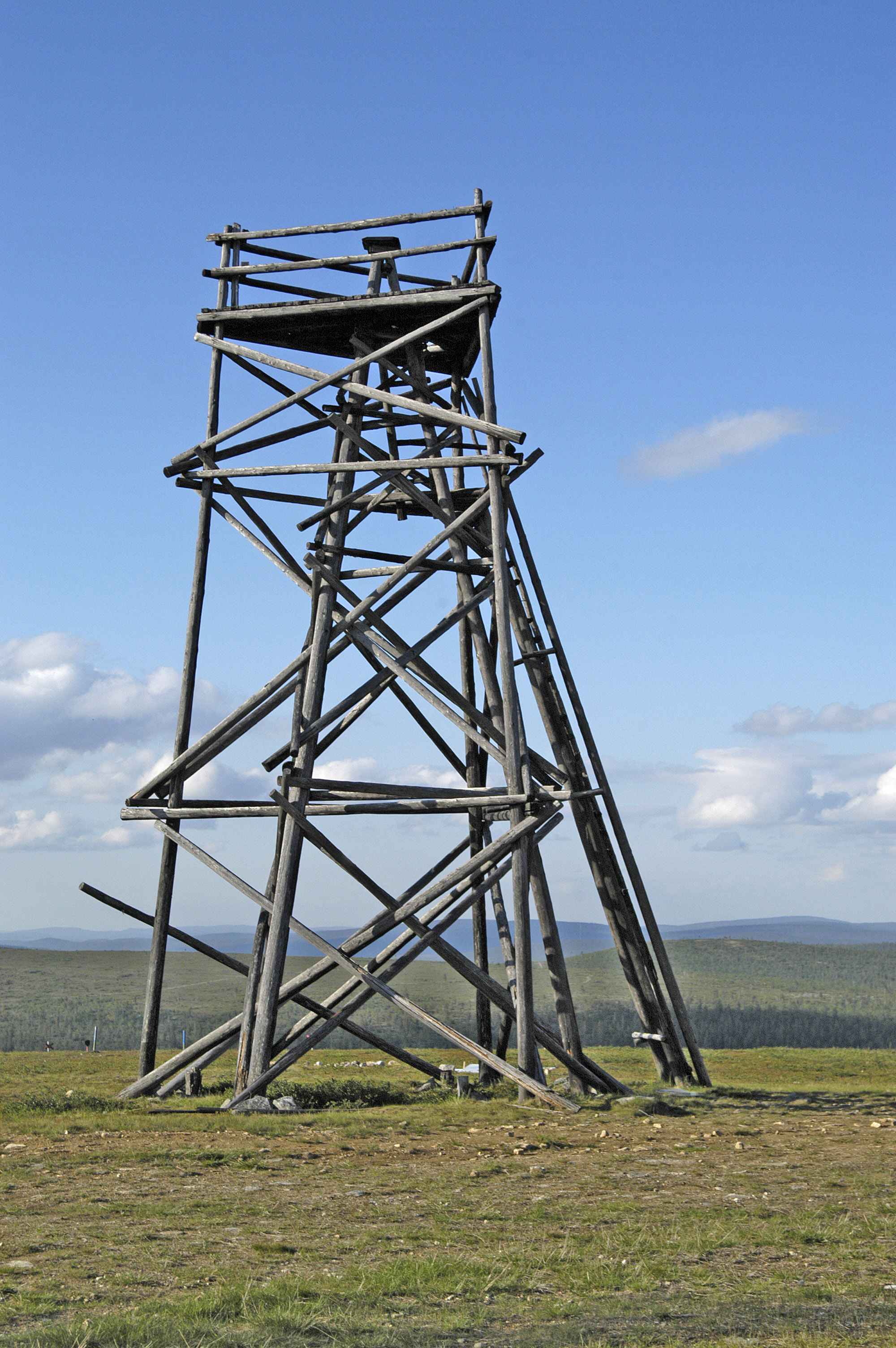
Det ursprungliga trianguleringstornet på Kaunispää i Lappland i Finland, byggt på 1950-talet och rivet 2009
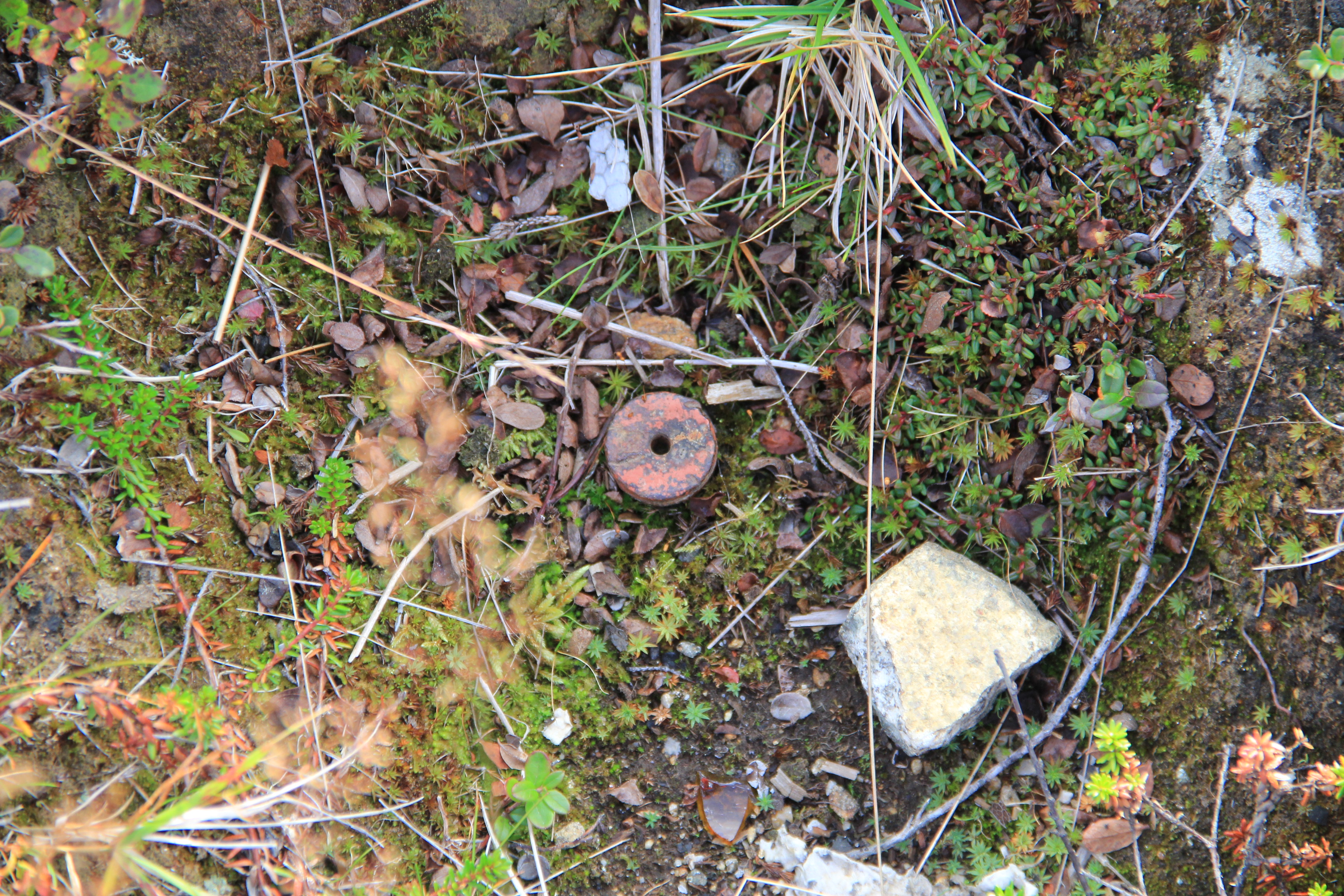
Markeringsbulten på punkt G 275 i det finländska geodetiska systemet, under det ursprungliga trianguleringstornet på Kaunispää
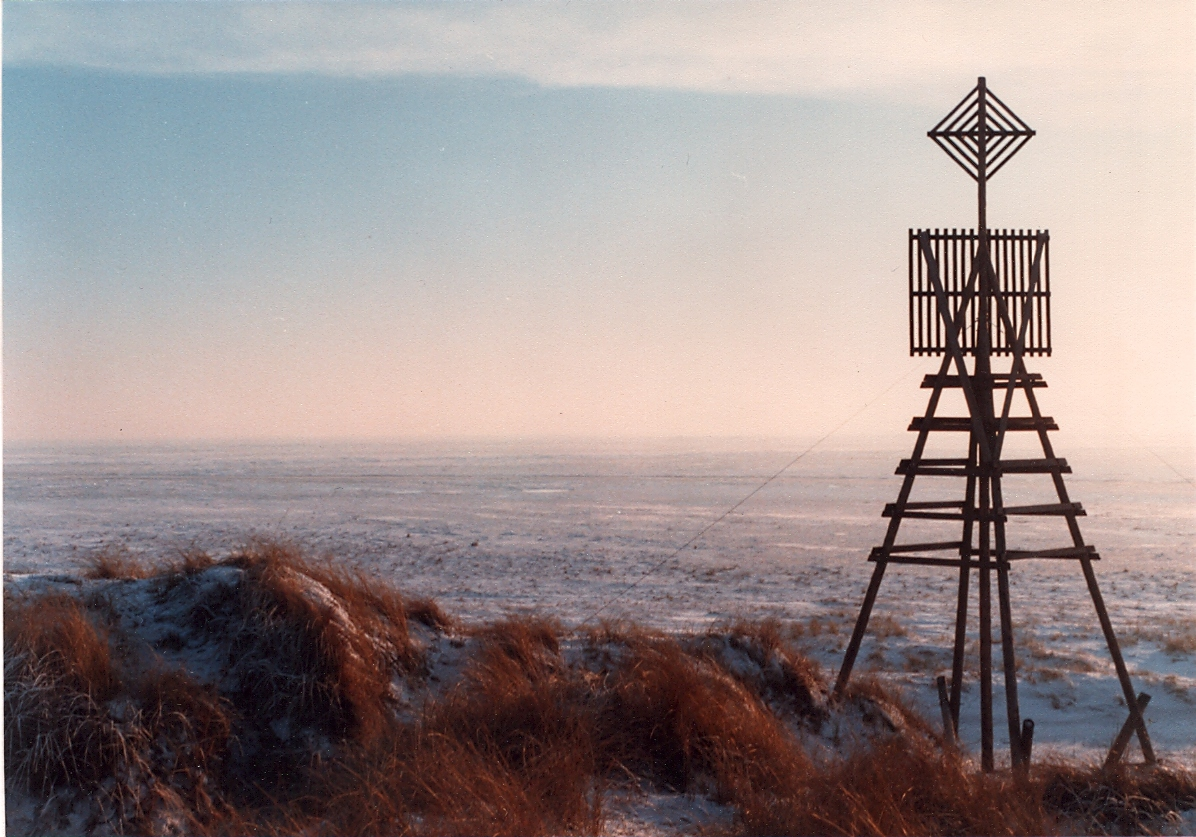
Trianguleringstorn på Willemsduin i Schiermonnikoog i Nederländerna
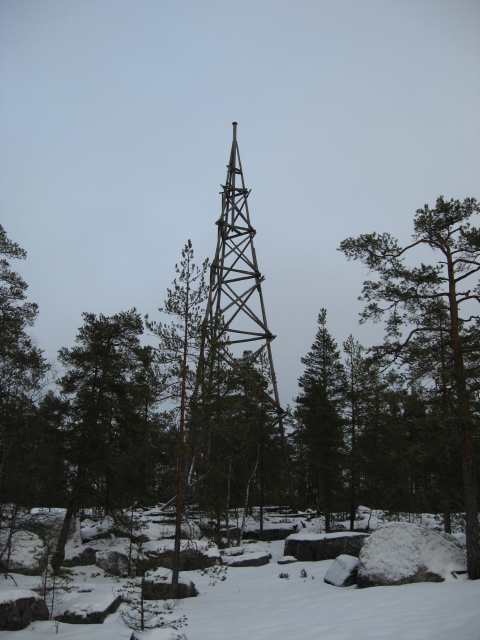
Trianguleringstorn på berget Sikavuori i Jalasjärvi i Finland
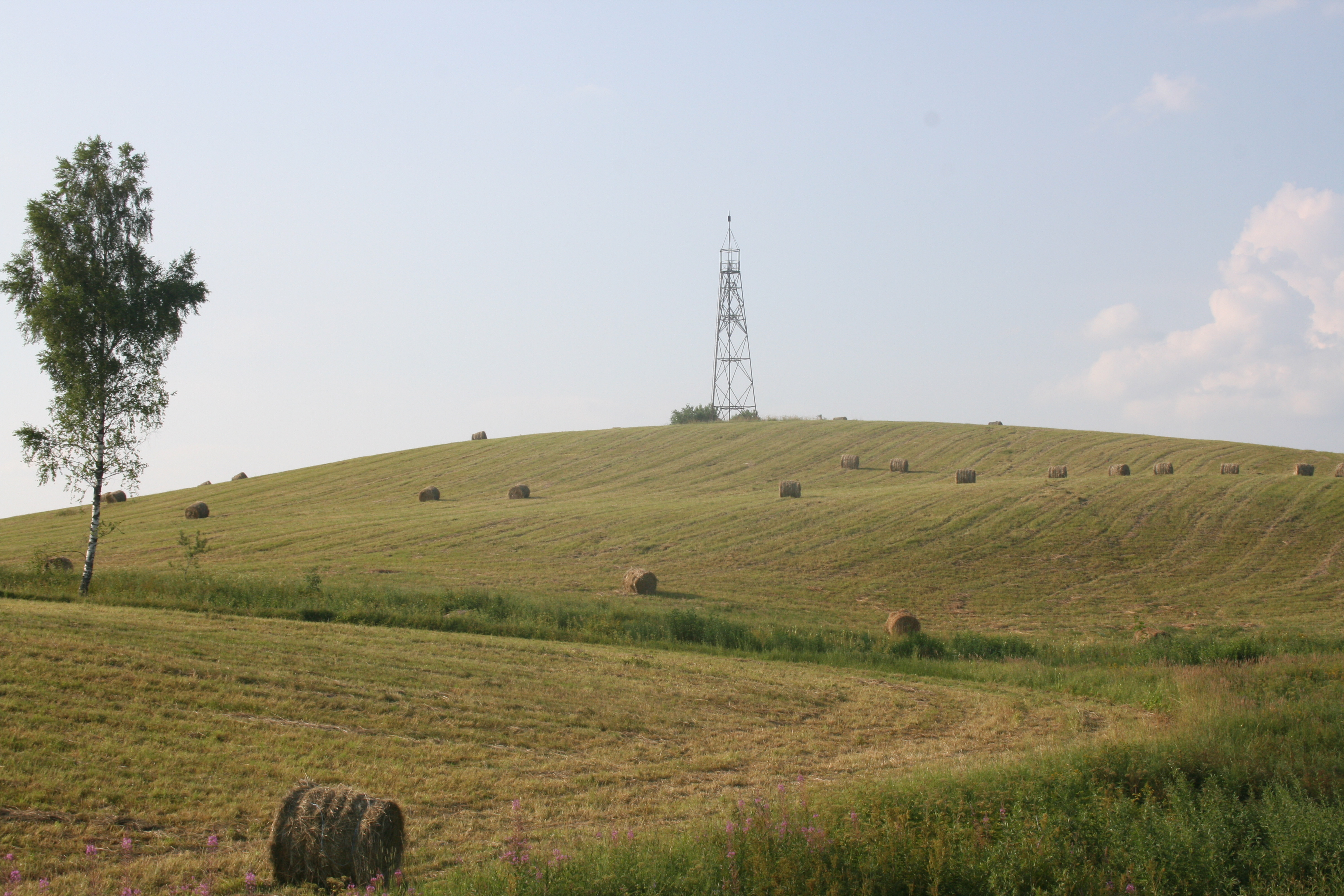
Trianguleringstornet på kullen Spinguļu i Smiltene kommun i Lettland